# Katrin Prühs
Katrin Prühs (* 9. Januar 1962 in Rostock als Katrin Erdmann) ist eine ehemalige deutsche Fußballspielerin. 1990 wurde sie als Fußballerin des Jahres in der DDR ausgezeichnet.

## Karriere
Prühs gehörte seinerzeit zu den besten Fußballerinnen der DDR. Bereits 1979 war sie mit 17 Jahren Teil der Mannschaft der BSG Post Rostock, die Dritter bei der 1. DDR-Bestenermittlung im Frauenfußball wurde; mit etlichen Toren hatte sie zu diesem Erfolg beigetragen. Seinerzeit spielte sie noch unter ihrem Geburtsnamen Erdmann. In den 1980er Jahren hielt sie ihre Form und erzielte viele Tore für ihren Verein, der sich unverändert unter den besten DDR-Mannschaften platzieren konnte. 1990 gewann sie das Double aus letzter DDR-Meisterschaft und Pokalwettbewerb. Im Finale um die DDR-Meisterschaft am 1. Juli 1990 erzielte sie im Rostocker Ostseestadion zwei Tore und trug somit maßgeblich zum 4:2-Sieg gegen Wismut Chemnitz bei.

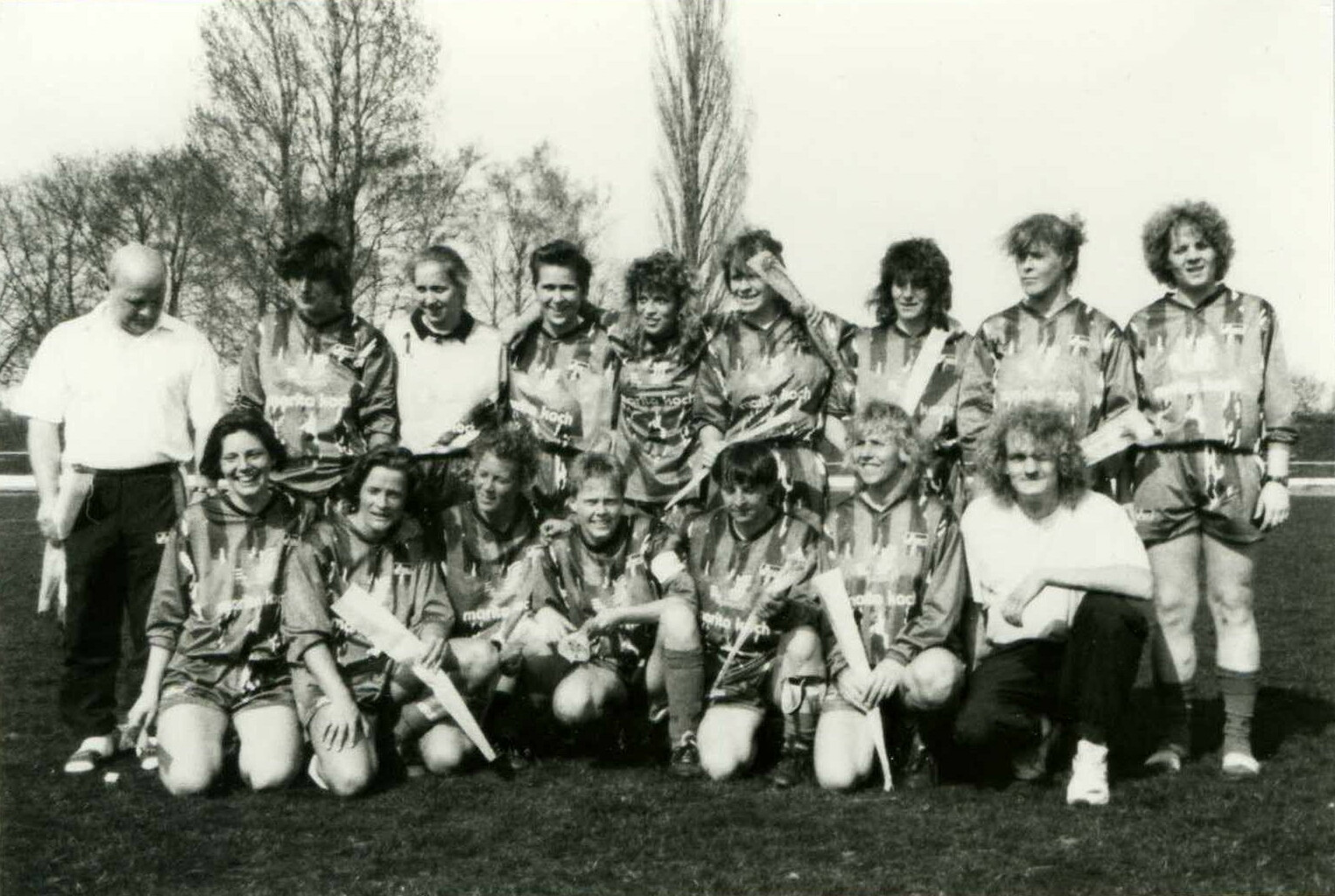
Katrin Prühs 2. v. r. (kniend) und Mitspielerinnen des Polizei SV Rostock im April 1995

Nach der politischen Wende spielte sie die Saison 1990/91 in der neu eingerichteten Oberliga Nordost die am Saisonende als Viertplatzierter abgeschlossen und damit die Qualifikation zur Bundesliga 1991/92 verpasst wurde. 1991 trat sie mit der Frauenfußballabteilung Hansa Rostock bei; 1993 wechselte sie mit der Abteilung zum Polizei SV Rostock in die seinerzeit zweitklassige Regionalliga Nordost, aus der sie am Saisonende 1994/95 als Meister hervorging und erstmals in die in zwei Gruppen unterteilte Bundesliga aufstieg. In den zwei Spielzeiten erzielte sie 66 Tore und avancierte zur Rekordschützin ihrer Mannschaft. Doch am Saisonende 1995/96, in der sie als 33-Jährige zu den Leistungsträgerinnen gehörte, stand der Abstieg aus der Gruppe Nord als Neuntplatzierter von zehn Mannschaften fest. Mit der Mannschaft erreichte sie das Achtelfinale im DFB-Pokal 95/96, schied jedoch nach Siegen über den Hamburger SV und die SG Thumby im Elfmeterschießen gegen den VfR 09 Saarbrücken aus dem Wettbewerb aus. 45-jährig spielte sie 2007 noch einmal für Tennis Borussia Berlin in der 2. Bundesliga, und schoss auch wieder einige Tore, was in einem Artikel des Focus als spektakuläres Comeback dargestellt wurde. Ein im Mai 2007 erlittener Kreuzbandriss zwang sie endgültig all ihre weiteren sportlichen Ambitionen zu beenden.

### Nationalmannschaft
Prühs wirkte unter Trainer Bernd Schröder im einzigen Länderspiel der DDR-Nationalmannschaft mit, die am 9. Mai 1990 im Karl-Liebknecht-Stadion im Potsdamer Stadtteil Babelsberg gegen die Nationalmannschaft der ČSFR vor etwa 800 Zuschauern mit 0:3 verlor.